# Ennemond Gaultier
Ennemond Gaultier (Gautier le Vieux, Gaultier de Lyon) (* um 1575 in Villette, Dauphiné; † 17. Dezember 1651 in Nèves) war ein französischer Lautenist und Komponist.
Er wirkte zunächst in Lyon und avancierte 1620 zum Kammerdiener der Königinmutter Maria de’ Medici und Hoflautenisten in Paris. Möglicherweise war er ein Schüler René Mézangeaus. 1631 zog er sich nach Nèves zurück, wo er den Rest seines Lebens verbrachte.
Sein Cousin Denis Gaultier veröffentlichte 1669 einen Druck, der auch Lautenkompositionen von Ennemond enthielt – die Zuordnung zu einem der beiden als Autor ist jedoch schwierig. Dies trifft auch für andere Sammlungen zu, in denen Werke unter dem Namen „Gaultier“ erschienen. Die Werke hatten jedenfalls großen Einfluss auf die Entwicklung der Lautenmusik der folgenden Jahre.